# Slavne, Hornostaiivka
Slavne (în ucraineană Славне) este localitatea de reședință a comunei Slavne din raionul Hornostaiivka, regiunea Herson, Ucraina.

## Demografie
Componența lingvistică a localității Slavne
     Ucraineană (96,37%)
     Rusă (2,99%)
     Alte limbi (0,21%)
Conform recensământului din 2001, majoritatea populației localității Slavne era vorbitoare de ucraineană (96,37%), existând în minoritate și vorbitori de rusă (2,99%).